# Siegfried Eckert
Siegfried Eckert (* 13. August 1956 in Freiburg im Breisgau) ist ein deutscher Basketballfunktionär und -trainer. Er ist Träger der Goldenen Ehrennadel des Deutschen Basketball Bundes.

## Werdegang
Eckert kam Anfang der 1970er Jahre als regelmäßiger Zuschauer der Heimspiele der Freiburger Turnerschaft von 1844 mit der Sportart Basketball in Berührung und übernahm dort erste Kampfrichtertätigkeiten. Nach der Auflösung der dortigen Basketballabteilung wechselte er mit weiteren FT-Mitgliedern in die Basketballabteilung des USC Freiburg. Er stand als Freizeitspieler auf dem Feld und engagierte sich in den folgenden Jahrzehnten als Trainer, Schiedsrichter (mit Einsätzen bis zur Regionalliga) und Funktionär. In der USC-Saisonzeitschrift 2010/11 wurde Eckert als „ehrenamtlicher Schwerarbeiter“ bezeichnet, dessen „unermüdliches Engagement und seine Liebe zum Basketball“ im Freiburger Sport „unübersehbare Spuren“ hinterlassen hätten. Zusammen mit Klaus Westerhoff und Dieter Schmidt-Volkmar war er in den 1970er Jahren maßgeblich daran beteiligt, den Leistungssportgedanken in der USC-Basketballabteilung festzusetzen und voranzubringen. Eckert rief beim USC Basketball-Jugendcamps ins Leben, deren Durchführung er übernahm.
1978 übernahm er die Leitung der USC-Basketballabteilung, die 1997 mit dem „Grünen Band für vorbildliche Talentförderung im Verein“ ausgezeichnet wurde und zu einem der größten Basketballvereine Deutschlands wurde.  2003 führte er die U14 des USC zum Gewinn der Landesmeisterschaft in Baden-Württemberg, einen dritten Platz auf Landesebene erreichte im Jahr 2000 die ebenfalls von ihm als Trainer betreute U18.
Hinzu kamen Funktionärstätigkeiten für den USC-Gesamtverein (Kassenwart), Basketballverband Baden-Württemberg (BBW) sowie den Deutschen Basketball Bund (DBB). 1980 wurde er BBW-Jugendwart, zwischen 1985 und 1991 war Eckert beim BBW Vizepräsident für Jugendbelange, ab 1991 Vizepräsident für Finanzen, 1986 wurde er Mitglied des DBB-Jugendausschusses und ist für den Verband als Jugendspielleiter unter anderem für den Spielbetrieb der Deutschen Jugendmeisterschaften, der Bundesjugendlager sowie der Weiblichen-Nachwuchs-Basketball-Bundesliga (WNBL) verantwortlich, zudem ist er Mitglied der Organisationsleitung des Albert-Schweitzer-Turniers. 1991 leitete er die Austragung des Bundesjugendlagers in Freiburg. Im Juni 2021 trat Eckert im Bezirk II des Basketballverbandes Baden-Württemberg das Amt des Kassenwarts an, im Oktober 2021 wurde er als Vizepräsident in den Vorstand des USC Freiburg gewählt.
Für seine Tätigkeiten hat Eckert mehrere Auszeichnungen erhalten:
- 1984: Silberne Ehrennadel des Basketballverbandes Baden-Württemberg

- 1990: Silberne Ehrennadel des Deutschen Basketball Bundes
- Sportverdienstmedaille der Stadt Freiburg[2]

- 1997: Goldene Ehrennadel des Basketballverbandes Baden-Württemberg

- 2001: Ehrennadel des Landes Baden-Württemberg
- 2008: Ehrengabe der Deutschen Sportjugend[10]
- 2016: Kurt-Siebenhaar-Trainerpreis[11]
- 2016: Goldene Ehrennadel des Deutschen Basketball Bundes[12]

### Persönliches
Eckert studierte erst eine Zeit lang Volkswirtschaftslehre, entschied sich dann für eine Laufbahn als Finanzbeamter. Im Rahmen der Ausbildung weilte er mehrere Monate in Ludwigsburg. Er wurde beim Finanzamt in Freiburg als Sachbearbeiter tätig, später wurde er für die EDV-Betreuung zuständig.